# Lohnsteuerjahresausgleich
Der Lohnsteuerjahresausgleich kann durch den Arbeitgeber am Ende des laufenden Kalenderjahres mit der Lohnabrechnung Dezember durchgeführt werden, um eine zugunsten des Arbeitnehmers bestehende Differenz zwischen der tatsächlich abgeführten Lohnsteuer während des Kalenderjahres und der Jahreslohnsteuer dem Arbeitnehmer zu erstatten (§ 42b Abs. 1 Satz 1 EStG).

## Abgrenzung zur Einkommensteuererklärung
Der Lohnsteuerjahresausgleich ist von der Einkommensteuererklärung abzugrenzen, die der Arbeitnehmer nach Abschluss des Kalenderjahres gegenüber dem Finanzamt abgeben kann und unter bestimmten Voraussetzungen auch abgeben muss. Die Korrektur des Lohnsteuerabzugs auf die Jahreslohnsteuer dient dazu, die Anzahl der Fälle zu reduzieren, in denen es für den Arbeitnehmer von Vorteil ist, eine Einkommensteuererklärung abzugeben.
Bis zum Veranlagungszeitraum 1990 konnte der Lohnsteuerjahresausgleich auch von Arbeitnehmern beantragt werden. Dieses Antragsrecht war bis 1990 in den §§ 42 und 42a EStG geregelt (BGBl. I S. 1898, 1988). Es galt für Arbeitnehmer, die nicht zur Einkommensteuerveranlagung verpflichtet waren. Mit dem Steueränderungsgesetz 1992 (BGBl. I S. 297, 358) wurde diese Möglichkeit rückwirkend für den Veranlagungszeitraum 1991 durch einen Antrag auf Veranlagung zur Einkommensteuer ersetzt (§ 46 Abs. 2 Nr. 8 EStG).

## Verpflichtung des Arbeitgebers
Der Arbeitgeber ist zur Durchführung des Lohnsteuerjahresausgleichs verpflichtet, wenn er am 31.12. des Ausgleichsjahres mindestens zehn Arbeitnehmer beschäftigt, ansonsten ist er hierzu berechtigt (§ 42b Abs. 1 Satz 2 EStG).

## Ausschlusstatbestände einzelner Arbeitnehmer
Führt der Arbeitgeber den Lohnsteuerjahresausgleich durch, hat er bei jedem einzelnen Arbeitnehmer zu prüfen, ob auch alle Voraussetzungen vorliegen. Es handelt sich hierbei meist um Tatbestände, bei denen eine Pflicht zur Abgabe der Einkommensteuererklärung besteht. Aufgrund folgender Ausschlusstatbestände darf für einzelne Arbeitnehmer der Lohnsteuerjahresausgleich durch den Arbeitgeber nicht durchgeführt werden (§ 42b Abs. 1 Satz 3 EStG):
- Der Arbeitnehmer ist nicht unbeschränkt einkommensteuerpflichtig
- Der Arbeitnehmer hat beantragt, dass bei ihm kein Lohnsteuerjahresausgleich durchgeführt werden soll
- Der Arbeitnehmer war für das Ausgleichsjahr oder einen Teil des Ausgleichsjahres nach den Lohnsteuerklassen V oder VI zu besteuern
- Der Arbeitnehmer war für einen Teil des Ausgleichsjahres nach den Lohnsteuerklassen II, III oder IV zu besteuern
- Es wurde das Faktorverfahren angewendet
- Es war bei der Lohnsteuerberechnung ein Freibetrag oder Hinzurechnungsbetrag zu berücksichtigen
- Der Arbeitnehmer war im Ausgleichsjahr nach der allgemeinen und nach der besonderen Lohnsteuertabelle zu besteuern
- der Arbeitnehmer hat im Ausgleichsjahr bezogen:
  - Kurzarbeitergeld, auch Saison-Kurzarbeitergeld
  - Schlechtwettergeld
  - Winterausfallgeld
  - Zuschuss zum Mutterschaftsgeld
  - Zuschuss bei Beschäftigungsverboten
  - Entschädigungen für Verdienstausfall nach dem Infektionsschutzgesetz
  - Ausländische Einkünfte aus nichtselbständiger Arbeit, die unter die Bestimmungen eines Doppelbesteuerungsabkommens fallen
- Im Lohnkonto war mindestens einmal eine Unterbrechung (Großbuchstabe U) einzutragen.
- Der Arbeitnehmer war nur für einen Teil des Ausgleichsjahres bei dem Arbeitgeber beschäftigt.
- Für den Arbeitnehmer hat sich im Ausgleichsjahr der Zusatzbeitrag der Krankenkasse geändert.

## Rechenbeispiel
- Gehaltsveränderung ab Juli
- Steuerklasse I, Kirchensteuer 9 %, keine Kinderfreibeträge, kinderlos, 0,9 % Zusatzbeitrag zur Krankenkasse, Geburtsjahr 1970, Tarif 2020

| Monat(e) | BMG       | LSt      | Soli   | KiSt   |
| -------- | --------- | -------- | ------ | ------ |
| Jan–Jun  | 2.000,00  | 173,00   | 9,51   | 15,57  |
| Jul–Dez  | 3.000,00  | 406,08   | 22,33  | 36,54  |
| Summe    | 30.000,00 | 3.474,48 | 191,04 | 312,66 |

| LStJA                       | BMG       | LSt      | Soli   | KiSt   |
| --------------------------- | --------- | -------- | ------ | ------ |
| Abzug im laufenden Jahr     | 30.000,00 | 3.474,48 | 191,04 | 312,66 |
| Abzug bei Jahresbetrachtung | 30.000,00 | 3.422,00 | 188,21 | 307,98 |
| Erstattung beim LStJA       | --        | 52,48    | 2,83   | 4,68   |